# Paul Ernst Jablonski
Paul Ernst Jablonski (Berlijn, 28 december 1693 – 13 september 1757) was een Duits gereformeerd theoloog en oriëntalist.

## Biografie
Jablonski was de zoon van de Duitse opperhofprediker Daniel Ernst Jablonski. Hij volgde het Joachimsthalsches Gymnasium in Berlijn en studeerde theologie aan de Universiteit van Frankfurt/Oder. Daarna vervolgde hij zijn studie in zijn geboorteplaats. Nadat hij in 1714 Disquisitio de lingua Lycaonica had uitgegeven, reisde hij tot 1720 door Duitsland, Nederland, Engeland en Frankrijk. In Liebenberg werd Jablonski als prediker aangesteld. In 1721 werd hij hoogleraar in de filologie en buitengewoon hoogleraar in de theologie in Frankfurt (Oder), tegelijk ook prediker. Paul Jablonski werd in 1727 tot doctor en gewoon hoogleraar in de theologie benoemd; in 1741 werd hem het predikambt op eigen verzoek ontnomen. Jablonski was lid van de Pruisische Academie van Wetenschappen. Hij was getrouwd met Sophie Charlotte; een van zijn zonen was de hofprediker Daniel Siegfried Jablonski.

## Publicaties (selectie)
- Disquisitio de lingua Lycaonica
- Remphah Aegyptiorum deus ab Israelitis in deserto cultus (1731)
- De Memnone Graecorum et Aegyptiorum syntagmata 3 (1753)
- Institutiones historiae christianae antiquioris (1754)